# Världscupen i alpin skidåkning 2020/2021
Världscupen i alpin skidåkning 2020/2021 inleddes den 17 oktober 2020 i Sölden i Österrike, och avslutades den 21 mars 2021 i Lenzerheide i Schweiz.
Regerande mästare i den totala världscupen från säsongen 2019/2020 var Federica Brignone från Italien samt Aleksander Aamodt Kilde från Norge.

## Tävlingsprogram och resultat
| Förklaring | Förklaring          | Förklaring | Förklaring      |
| ---------- | ------------------- | ---------- | --------------- |
| AC         | Alpin kombination   | PSL        | Parallellslalom |
| DH         | Störtlopp           | SG         | Super-G         |
| GS         | Storslalom          | SL         | Slalom          |
| PGS        | Parallellstorslalom |            |                 |

### Damer
| Nr                                                          | Datum            | Ort                    | Disciplin | 1:a plats                                                                                    | 1:a plats                                                                                    | 2:a plats                                                                                    | 2:a plats                                                                                    | 3:e plats                                                                                    | 3:e plats                                                                                    | Ref.                                                                                         |
| ----------------------------------------------------------- | ---------------- | ---------------------- | --------- | -------------------------------------------------------------------------------------------- | -------------------------------------------------------------------------------------------- | -------------------------------------------------------------------------------------------- | -------------------------------------------------------------------------------------------- | -------------------------------------------------------------------------------------------- | -------------------------------------------------------------------------------------------- | -------------------------------------------------------------------------------------------- |
|                                                             |                  |                        |           |                                                                                              |                                                                                              |                                                                                              |                                                                                              |                                                                                              |                                                                                              |                                                                                              |
| 1                                                           | 17 oktober 2020  | Sölden                 | GS 1      | Marta Bassino                                                                                | 2.19,69                                                                                      | Federica Brignone                                                                            | +0,14                                                                                        | Petra Vlhová                                                                                 | +1,13                                                                                        | [ 2 ]                                                                                        |
| 2                                                           | 21 november 2020 | Levi                   | SL 1      | Petra Vlhová                                                                                 | 1.50,11                                                                                      | Mikaela Shiffrin                                                                             | +0,18                                                                                        | Katharina Liensberger                                                                        | +0,57                                                                                        | [ 3 ]                                                                                        |
| 3                                                           | 22 november 2020 | Levi                   | SL 2      | Petra Vlhová                                                                                 | 1.49,05                                                                                      | Michelle Gisin                                                                               | +0,31                                                                                        | Katharina Liensberger                                                                        | +0,50                                                                                        | [ 4 ]                                                                                        |
| 4                                                           | 26 november 2020 | Lech/Zürs              | PGS 1     | Petra Vlhová                                                                                 | 46,29                                                                                        | Paula Moltzan                                                                                | DNF                                                                                          | Lara Gut-Behrami                                                                             | 46,82                                                                                        | [ 5 ]                                                                                        |
|                                                             | 5 december 2020  | Sankt Moritz           | SG x      | Uppskjutet till Crans-Montana respektive Val di Fassa pga kraftigt snöfall och hårda vindar. | Uppskjutet till Crans-Montana respektive Val di Fassa pga kraftigt snöfall och hårda vindar. | Uppskjutet till Crans-Montana respektive Val di Fassa pga kraftigt snöfall och hårda vindar. | Uppskjutet till Crans-Montana respektive Val di Fassa pga kraftigt snöfall och hårda vindar. | Uppskjutet till Crans-Montana respektive Val di Fassa pga kraftigt snöfall och hårda vindar. | Uppskjutet till Crans-Montana respektive Val di Fassa pga kraftigt snöfall och hårda vindar. | Uppskjutet till Crans-Montana respektive Val di Fassa pga kraftigt snöfall och hårda vindar. |
|                                                             | 6 december 2020  | Sankt Moritz           | SG x      | Uppskjutet till Crans-Montana respektive Val di Fassa pga kraftigt snöfall och hårda vindar. | Uppskjutet till Crans-Montana respektive Val di Fassa pga kraftigt snöfall och hårda vindar. | Uppskjutet till Crans-Montana respektive Val di Fassa pga kraftigt snöfall och hårda vindar. | Uppskjutet till Crans-Montana respektive Val di Fassa pga kraftigt snöfall och hårda vindar. | Uppskjutet till Crans-Montana respektive Val di Fassa pga kraftigt snöfall och hårda vindar. | Uppskjutet till Crans-Montana respektive Val di Fassa pga kraftigt snöfall och hårda vindar. | Uppskjutet till Crans-Montana respektive Val di Fassa pga kraftigt snöfall och hårda vindar. |
| 5                                                           | 12 december 2020 | Courchevel             | GS 2      | Marta Bassino                                                                                | 2.19,03                                                                                      | Sara Hector                                                                                  | +0,46                                                                                        | Petra Vlhová                                                                                 | +0,59                                                                                        | [ 6 ]                                                                                        |
| 6                                                           | 14 december 2020 | Courchevel             | GS 3      | Mikaela Shiffrin                                                                             | 2.19,63                                                                                      | Federica Brignone                                                                            | +0,82                                                                                        | Tessa Worley                                                                                 | +1,09                                                                                        | [ 7 ]                                                                                        |
| 7                                                           | 18 december 2020 | Val-d'Isère            | DH 1      | Corinne Suter                                                                                | 1.44,62                                                                                      | Sofia Goggia                                                                                 | +0,11                                                                                        | Breezy Johnson                                                                               | +0,20                                                                                        | [ 8 ]                                                                                        |
| 8                                                           | 19 december 2020 | Val-d'Isère            | DH 2      | Sofia Goggia                                                                                 | 1.44,70                                                                                      | Corinne Suter                                                                                | +0,24                                                                                        | Breezy Johnson                                                                               | +0,27                                                                                        | [ 9 ]                                                                                        |
| 9                                                           | 20 december 2020 | Val-d'Isère            | SG 1      | Ester Ledecká                                                                                | 1.24,64                                                                                      | Corinne Suter                                                                                | +0,03                                                                                        | Federica Brignone                                                                            | +0,35                                                                                        | [ 10 ]                                                                                       |
|                                                             | 28 december 2020 | Semmering              | GS x      | Andra åket inställt pga hårda vindar.                                                        | Andra åket inställt pga hårda vindar.                                                        | Andra åket inställt pga hårda vindar.                                                        | Andra åket inställt pga hårda vindar.                                                        | Andra åket inställt pga hårda vindar.                                                        | Andra åket inställt pga hårda vindar.                                                        | Andra åket inställt pga hårda vindar.                                                        |
| 10                                                          | 29 december 2020 | Semmering              | SL 3      | Michelle Gisin                                                                               | 1.42,05                                                                                      | Katharina Liensberger                                                                        | +0,11                                                                                        | Mikaela Shiffrin                                                                             | +0,57                                                                                        | [ 11 ]                                                                                       |
| 11                                                          | 3 januari 2021   | Zagreb                 | SL 4      | Petra Vlhová                                                                                 | 1.59,08                                                                                      | Katharina Liensberger                                                                        | +0,05                                                                                        | Michelle Gisin                                                                               | +0,22                                                                                        | [ 12 ]                                                                                       |
| 12                                                          | 9 januari 2021   | Sankt Anton            | DH 3      | Sofia Goggia                                                                                 | 1.24,06                                                                                      | Tamara Tippler                                                                               | +0,96                                                                                        | Breezy Johnson                                                                               | +1,04                                                                                        | [ 13 ]                                                                                       |
| 13                                                          | 10 januari 2021  | Sankt Anton            | SG 2      | Lara Gut-Behrami                                                                             | 1.17,82                                                                                      | Marta Bassino                                                                                | +0,16                                                                                        | Corinne Suter                                                                                | +0,20                                                                                        | [ 14 ]                                                                                       |
| 14                                                          | 12 januari 2021  | Flachau                | SL 5      | Mikaela Shiffrin                                                                             | 1.47,92                                                                                      | Katharina Liensberger                                                                        | +0,19                                                                                        | Wendy Holdener                                                                               | +0,43                                                                                        | [ 15 ]                                                                                       |
| 15                                                          | 16 januari 2021  | Kranjska Gora          | GS 4      | Marta Bassino                                                                                | 2.11,90                                                                                      | Tessa Worley                                                                                 | +0,80                                                                                        | Michelle Gisin                                                                               | +1,46                                                                                        | [ 16 ]                                                                                       |
| 16                                                          | 17 januari 2021  | Kranjska Gora          | GS 5      | Marta Bassino                                                                                | 2.18,06                                                                                      | Michelle Gisin                                                                               | +0,66                                                                                        | Meta Hrovat                                                                                  | +0,73                                                                                        | [ 17 ]                                                                                       |
| 17                                                          | 22 januari 2021  | Crans-Montana          | DH 4      | Sofia Goggia                                                                                 | 1.10,10                                                                                      | Ester Ledecká                                                                                | +0,20                                                                                        | Breezy Johnson                                                                               | +0,57                                                                                        | [ 18 ]                                                                                       |
| 18                                                          | 23 januari 2021  | Crans-Montana          | DH 5      | Sofia Goggia                                                                                 | 1.27,75                                                                                      | Lara Gut-Behrami                                                                             | +0,27                                                                                        | Elena Curtoni                                                                                | +0,60                                                                                        | [ 19 ]                                                                                       |
| 19                                                          | 24 januari 2021  | Crans-Montana          | SG 3      | Lara Gut-Behrami                                                                             | 1.15,63                                                                                      | Tamara Tippler                                                                               | +0,93                                                                                        | Federica Brignone                                                                            | +1,02                                                                                        | [ 20 ]                                                                                       |
| 20                                                          | 26 januari 2021  | Kronplatz              | GS 6      | Tessa Worley                                                                                 | 2.11,38                                                                                      | Lara Gut-Behrami                                                                             | +0,27                                                                                        | Marta Bassino                                                                                | +0,73                                                                                        | [ 21 ]                                                                                       |
| 21                                                          | 30 januari 2021  | Garmisch-Partenkirchen | SG 4      | Lara Gut-Behrami                                                                             | 1.15,70                                                                                      | Kajsa Vickhoff Lie                                                                           | +0,68                                                                                        | Marie-Michèle Gagnon                                                                         | +0,93                                                                                        | [ 22 ]                                                                                       |
| 22                                                          | 1 februari 2021  | Garmisch-Partenkirchen | SG 5      | Lara Gut-Behrami                                                                             | 1.17,37                                                                                      | Petra Vlhová                                                                                 | +0,28                                                                                        | Tamara Tippler                                                                               | +0,74                                                                                        | [ 23 ]                                                                                       |
|                                                             |                  |                        |           |                                                                                              |                                                                                              |                                                                                              |                                                                                              |                                                                                              |                                                                                              |                                                                                              |
| Världsmästerskapen i alpin skidsport 2021 (8 – 21 februari) |                  |                        |           |                                                                                              |                                                                                              |                                                                                              |                                                                                              |                                                                                              |                                                                                              |                                                                                              |
|                                                             |                  |                        |           |                                                                                              |                                                                                              |                                                                                              |                                                                                              |                                                                                              |                                                                                              |                                                                                              |
| 23                                                          | 26 februari 2021 | Val di Fassa           | DH 6      | Lara Gut-Behrami                                                                             | 1.23,93                                                                                      | Ramona Siebenhofer                                                                           | +0,02                                                                                        | Corinne Suter                                                                                | +0,26                                                                                        | [ 24 ]                                                                                       |
| 24                                                          | 27 februari 2021 | Val di Fassa           | DH 7      | Lara Gut-Behrami                                                                             | 1.25,53                                                                                      | Corinne Suter                                                                                | +0,32                                                                                        | Kira Weidle                                                                                  | +0,68                                                                                        | [ 25 ]                                                                                       |
| 25                                                          | 28 februari 2021 | Val di Fassa           | SG 6      | Federica Brignone                                                                            | 1.14,61                                                                                      | Lara Gut-Behrami                                                                             | +0,59                                                                                        | Corinne Suter                                                                                | +0,72                                                                                        | [ 26 ]                                                                                       |
| 26                                                          | 6 mars 2021      | Jasná                  | SL 6      | Mikaela Shiffrin                                                                             | 1.44,28                                                                                      | Petra Vlhová                                                                                 | +0,34                                                                                        | Wendy Holdener                                                                               | +0,52                                                                                        | [ 27 ]                                                                                       |
| 27                                                          | 7 mars 2021      | Jasná                  | GS 7      | Petra Vlhová                                                                                 | 2.16,66                                                                                      | Alice Robinson                                                                               | +0,16                                                                                        | Mikaela Shiffrin                                                                             | +0,37                                                                                        | [ 28 ]                                                                                       |
| 28                                                          | 12 mars 2021     | Åre                    | SL 7      | Petra Vlhová                                                                                 | 1.45,16                                                                                      | Katharina Liensberger                                                                        | +0,20                                                                                        | Mikaela Shiffrin                                                                             | +0,64                                                                                        | [ 29 ]                                                                                       |
| 29                                                          | 13 mars 2021     | Åre                    | SL 8      | Katharina Liensberger                                                                        | 1.47,93                                                                                      | Mikaela Shiffrin                                                                             | +0,72                                                                                        | Wendy Holdener                                                                               | +1,65                                                                                        | [ 30 ]                                                                                       |
|                                                             | 17 mars 2021     | Lenzerheide            | DH x      | Inställt pga dåligt väder.                                                                   | Inställt pga dåligt väder.                                                                   | Inställt pga dåligt väder.                                                                   | Inställt pga dåligt väder.                                                                   | Inställt pga dåligt väder.                                                                   | Inställt pga dåligt väder.                                                                   | Inställt pga dåligt väder.                                                                   |
|                                                             | 18 mars 2021     | Lenzerheide            | SG x      | Inställt pga dåligt väder.                                                                   | Inställt pga dåligt väder.                                                                   | Inställt pga dåligt väder.                                                                   | Inställt pga dåligt väder.                                                                   | Inställt pga dåligt väder.                                                                   | Inställt pga dåligt väder.                                                                   | Inställt pga dåligt väder.                                                                   |
| 30                                                          | 20 mars 2021     | Lenzerheide            | SL 9      | Katharina Liensberger                                                                        | 1.49,77                                                                                      | Mikaela Shiffrin                                                                             | +1,24                                                                                        | Michelle Gisin                                                                               | +1,95                                                                                        | [ 31 ]                                                                                       |
| 31                                                          | 21 mars 2021     | Lenzerheide            | GS 8      | Alice Robinson                                                                               | 2.19,48                                                                                      | Mikaela Shiffrin                                                                             | +0,28                                                                                        | Meta Hrovat                                                                                  | +0,48                                                                                        | [ 32 ]                                                                                       |

### Herrar
| Nr                                                          | Datum            | Ort                        | Disciplin | 1:a plats                         | 1:a plats                         | 2:a plats                         | 2:a plats                         | 3:e plats                         | 3:e plats                         | Ref.                              |
| ----------------------------------------------------------- | ---------------- | -------------------------- | --------- | --------------------------------- | --------------------------------- | --------------------------------- | --------------------------------- | --------------------------------- | --------------------------------- | --------------------------------- |
|                                                             |                  |                            |           |                                   |                                   |                                   |                                   |                                   |                                   |                                   |
| 1                                                           | 18 oktober 2020  | Sölden                     | GS 1      | Lucas Braathen                    | 2.14,41                           | Marco Odermatt                    | +0,05                             | Gino Caviezel                     | +0,46                             | [ 33 ]                            |
| 2                                                           | 27 november 2020 | Lech/Zürs                  | PGS 1     | Alexis Pinturault                 | 45,69                             | Henrik Kristoffersen              | +0,11                             | Alexander Schmid                  | 45,93                             | [ 34 ]                            |
| 3                                                           | 5 december 2020  | Santa Caterina di Valfurva | GS 2      | Filip Zubčić                      | 2.15,06                           | Žan Kranjec                       | +0,12                             | Marco Odermatt                    | +0,30                             | [ 35 ]                            |
| 4                                                           | 7 december 2020  | Santa Caterina di Valfurva | GS 3      | Marco Odermatt                    | 2.08,42                           | Tommy Ford                        | +0,73                             | Filip Zubčić                      | +0,75                             | [ 36 ]                            |
| 5                                                           | 12 december 2020 | Val-d'Isère                | SG 1      | Gino Caviezel                     | 1.01,34                           | Adrian Smiseth Seiersted          | +0,10                             | Christian Walder                  | +0,54                             | [ 37 ]                            |
| 6                                                           | 13 december 2020 | Val-d'Isère                | DH 1      | Martin Čater                      | 2.04,67                           | Otmar Striedinger                 | +0,22                             | Urs Kryenbühl                     | +0,27                             | [ 38 ]                            |
| 7                                                           | 18 december 2020 | Val Gardena                | SG 2      | Aleksander Aamodt Kilde           | 1.26,29                           | Mauro Caviezel                    | +0,12                             | Kjetil Jansrud                    | +0,21                             | [ 39 ]                            |
| 8                                                           | 19 december 2020 | Val Gardena                | DH 2      | Aleksander Aamodt Kilde           | 2.01,45                           | Ryan Cochran-Siegle               | +0,22                             | Beat Feuz                         | +0,54                             | [ 40 ]                            |
| 9                                                           | 20 december 2020 | Alta Badia                 | GS 4      | Alexis Pinturault                 | 2.27,19                           | Atle Lie McGrath                  | +0,07                             | Justin Murisier                   | +0,24                             | [ 41 ]                            |
| 10                                                          | 21 december 2020 | Alta Badia                 | SL 1      | Ramon Zenhäusern                  | 1.45,43                           | Manuel Feller                     | +0,08                             | Marco Schwarz                     | +0,12                             | [ 42 ]                            |
| 11                                                          | 22 december 2020 | Madonna d. C.              | SL 2      | Henrik Kristoffersen              | 1.35,35                           | Sebastian Foss-Solevåg            | +0,33                             | Alex Vinatzer                     | +0,34                             | [ 43 ]                            |
| 12                                                          | 29 december 2020 | Bormio                     | SG 3      | Ryan Cochran-Siegle               | 1.29,43                           | Vincent Kriechmayr                | +0,79                             | Adrian Smiseth Seiersted          | +0,94                             | [ 44 ]                            |
| 13                                                          | 30 december 2020 | Bormio                     | DH 3      | Matthias Mayer                    | 1.57,32                           | Vincent Kriechmayr                | +0,04                             | Urs Kryenbühl                     | +0,06                             | [ 45 ]                            |
| 14                                                          | 6 januari 2021   | Zagreb                     | SL 3      | Linus Straßer                     | 2.01,30                           | Manuel Feller                     | +0,10                             | Marco Schwarz                     | +0,16                             | [ 46 ]                            |
| 15                                                          | 8 januari 2021   | Adelboden                  | GS 5      | Alexis Pinturault                 | 2.18,26                           | Filip Zubčić                      | +1,04                             | Marco Odermatt                    | +1,11                             | [ 47 ]                            |
| 16                                                          | 9 januari 2021   | Adelboden                  | GS 6      | Alexis Pinturault                 | 2.18,36                           | Filip Zubčić                      | +1,26                             | Loïc Meillard                     | +1,65                             | [ 48 ]                            |
| 17                                                          | 10 januari 2021  | Adelboden                  | SL 4      | Marco Schwarz                     | 1.52,69                           | Linus Straßer                     | +0,14                             | Dave Ryding                       | +0,15                             | [ 49 ]                            |
|                                                             | 15 januari 2021  | Wengen                     | DH x      | Inställt pga coronaviruspandemin. | Inställt pga coronaviruspandemin. | Inställt pga coronaviruspandemin. | Inställt pga coronaviruspandemin. | Inställt pga coronaviruspandemin. | Inställt pga coronaviruspandemin. | Inställt pga coronaviruspandemin. |
| 18                                                          | 16 januari 2021  | Flachau                    | SL 5      | Manuel Feller                     | 1.50,27                           | Clément Noël                      | +0,43                             | Marco Schwarz                     | +0,70                             | [ 50 ]                            |
| 19                                                          | 17 januari 2021  | Flachau                    | SL 6      | Sebastian Foss-Solevåg            | 1.46,23                           | Marco Schwarz                     | +0,76                             | Alexis Pinturault                 | +0,95                             | [ 51 ]                            |
| 20                                                          | 22 januari 2021  | Kitzbühel                  | DH 4      | Beat Feuz                         | 1.53,77                           | Matthias Mayer                    | +0,16                             | Dominik Paris                     | +0,56                             | [ 52 ]                            |
| 21                                                          | 24 januari 2021  | Kitzbühel                  | DH 5      | Beat Feuz                         | 1.55,29                           | Johan Clarey                      | +0,17                             | Matthias Mayer                    | +0,38                             | [ 53 ]                            |
| 22                                                          | 25 januari 2021  | Kitzbühel                  | SG 4      | Vincent Kriechmayr                | 1.12,58                           | Marco Odermatt                    | +0,12                             | Matthias Mayer                    | +0,55                             | [ 54 ]                            |
| 23                                                          | 26 januari 2021  | Schladming                 | SL 7      | Marco Schwarz                     | 1.44,04                           | Clément Noël                      | +0,68                             | Alexis Pinturault                 | +0,82                             | [ 55 ]                            |
| 24                                                          | 30 januari 2021  | Chamonix                   | SL 8      | Clément Noël                      | 1.38,58                           | Ramon Zenhäusern                  | +0,16                             | Marco Schwarz                     | +0,19                             | [ 56 ]                            |
| 25                                                          | 31 januari 2021  | Chamonix                   | SL 9      | Henrik Kristoffersen              | 1.37,81                           | Ramon Zenhäusern                  | +0,28                             | Sandro Simonet                    | +0,66                             | [ 57 ]                            |
| 26                                                          | 5 februari 2021  | Garmisch-Partenkirchen     | DH 6      | Dominik Paris                     | 1.33,81                           | Beat Feuz                         | +0,37                             | Matthias Mayer                    | +0,40                             | [ 58 ]                            |
| 27                                                          | 6 februari 2021  | Garmisch-Partenkirchen     | SG 5      | Vincent Kriechmayr                | 1.12,68                           | Matthias Mayer                    | +0,17                             | Marco Odermatt                    | +0,49                             | [ 59 ]                            |
|                                                             |                  |                            |           |                                   |                                   |                                   |                                   |                                   |                                   |                                   |
| Världsmästerskapen i alpin skidsport 2021 (8 – 21 februari) |                  |                            |           |                                   |                                   |                                   |                                   |                                   |                                   |                                   |
|                                                             |                  |                            |           |                                   |                                   |                                   |                                   |                                   |                                   |                                   |
| 28                                                          | 27 februari 2021 | Bansko                     | GS 7      | Filip Zubčić                      | 2.20,62                           | Mathieu Faivre                    | +0,40                             | Stefan Brennsteiner               | +0,93                             | [ 60 ]                            |
| 29                                                          | 28 februari 2021 | Bansko                     | GS 8      | Mathieu Faivre                    | 2.25,29                           | Marco Odermatt                    | +0,75                             | Alexis Pinturault                 | +0,81                             | [ 61 ]                            |
| 30                                                          | 6 mars 2021      | Saalbach-Hinterglemm       | DH 7      | Vincent Kriechmayr                | 1.53,07                           | Beat Feuz                         | +0,17                             | Matthias Mayer                    | +0,27                             | [ 62 ]                            |
| 31                                                          | 7 mars 2021      | Saalbach-Hinterglemm       | SG 6      | Marco Odermatt                    | 1.23,59                           | Matthieu Baillet                  | +0,62                             | Vincent Kriechmayr                | +0,81                             | [ 63 ]                            |
| 32                                                          | 13 mars 2021     | Kranjska Gora              | GS 9      | Marco Odermatt                    | 2.12,87                           | Loïc Meillard                     | +1,06                             | Stefan Brennsteiner               | +1,09                             | [ 64 ]                            |
| 33                                                          | 14 mars 2021     | Kranjska Gora              | SL 10     | Clément Noël                      | 1.47,41                           | Victor Muffat-Jeandet             | +0,62                             | Ramon Zenhäusern                  | +0,71                             | [ 65 ]                            |
|                                                             | 17 mars 2021     | Lenzerheide                | DH x      | Inställt pga dåligt väder.        | Inställt pga dåligt väder.        | Inställt pga dåligt väder.        | Inställt pga dåligt väder.        | Inställt pga dåligt väder.        | Inställt pga dåligt väder.        | Inställt pga dåligt väder.        |
|                                                             | 18 mars 2021     | Lenzerheide                | SG x      | Inställt pga dåligt väder.        | Inställt pga dåligt väder.        | Inställt pga dåligt väder.        | Inställt pga dåligt väder.        | Inställt pga dåligt väder.        | Inställt pga dåligt väder.        | Inställt pga dåligt väder.        |
| 34                                                          | 20 mars 2021     | Lenzerheide                | GS 10     | Alexis Pinturault                 | 2.15,75                           | Filip Zubčić                      | +0,20                             | Mathieu Faivre                    | +0,21                             | [ 66 ]                            |
| 35                                                          | 21 mars 2021     | Lenzerheide                | SL 11     | Manuel Feller                     | 1.47,24                           | Clément Noël                      | +0,08                             | Alexis Pinturault                 | +0,11                             | [ 67 ]                            |

### Mixade lag
| Nr | Datum        | Ort         | Disciplin  | 1:a plats                                                                                            | 2:a plats                                                       | 3:e plats                                                              | Ref.   |
| -- | ------------ | ----------- | ---------- | --- | --------------------------------------------------------------- | ---------------------------------------------------------------------- | ------ |
|    |              |             |            | |                                                                 |                                                                        |        |
| 1  | 19 mars 2021 | Lenzerheide | Lagtävling | Norge Kristina Riis-Johannessen Leif Kristian Nestvold-Haugen Kristin Lysdahl Sebastian Foss-Solevåg | Tyskland Andrea Filser Linus Straßer Lena Dürr Alexander Schmid | Österrike Franziska Gritsch Fabio Gstrein Katharina Huber Adrian Pertl | [ 68 ] |

## Världscupställning

### Damer
| Placering | efter alla 31 tävlingar | Poäng |
| --------- | ----------------------- | ----- |
| 1.        | Petra Vlhová            | 1 416 |
| 2.        | Lara Gut-Behrami        | 1 256 |
| 3.        | Michelle Gisin          | 1 130 |
| 4.        | Mikaela Shiffrin        | 1 075 |
| 5.        | Katharina Liensberger   | 903   |

| Placering | efter alla 7 tävlingar | Poäng |
| --------- | ---------------------- | ----- |
| 1.        | Sofia Goggia           | 480   |
| 2.        | Corinne Suter          | 410   |
| 3.        | Lara Gut-Behrami       | 383   |
| 4.        | Breezy Johnsson        | 330   |
| 5.        | Kira Weidle            | 265   |

| Placering | efter alla 6 tävlingar | Poäng |
| --------- | ---------------------- | ----- |
| 1.        | Lara Gut-Behrami       | 525   |
| 2.        | Federica Brignone      | 323   |
| 3.        | Corinne Suter          | 310   |
| 4.        | Tamara Tippler         | 272   |
| 5.        | Ester Ledecká          | 236   |

| Placering | efter alla 8 tävlingar | Poäng |
| --------- | ---------------------- | ----- |
| 1.        | Marta Bassino          | 546   |
| 2.        | Mikaela Shiffrin       | 420   |
| 3.        | Tessa Worley           | 391   |
| 4.        | Michelle Gisin         | 389   |
| 5.        | Federica Brignone      | 372   |

| Placering | efter alla 9 tävlingar | Poäng |
| --------- | ---------------------- | ----- |
| 1.        | Katharina Liensberger  | 690   |
| 2.        | Mikaela Shiffrin       | 655   |
| 3.        | Petra Vlhová           | 652   |
| 4.        | Michelle Gisin         | 491   |
| 5.        | Wendy Holdener         | 415   |

| Placering | efter alla 1 tävling | Poäng |
| --------- | -------------------- | ----- |
| 1.        | Petra Vlhová         | 100   |
| 2.        | Paula Moltzan        | 80    |
| 3.        | Lara Gut-Behrami     | 60    |
| 4.        | Sara Hector          | 50    |
| 5.        | Marta Bassino        | 45    |

### Herrar
| Placering | efter alla 35 tävlingar | Poäng |
| --------- | ----------------------- | ----- |
| 1.        | Alexis Pinturault       | 1 260 |
| 2.        | Marco Odermatt          | 1 093 |
| 3.        | Marco Schwarz           | 814   |
| 4.        | Loïc Meillard           | 805   |
| 5.        | Filip Zubčić            | 764   |

| Placering | efter alla 7 tävlingar | Poäng |
| --------- | ---------------------- | ----- |
| 1.        | Beat Feuz              | 486   |
| 2.        | Matthias Mayer         | 418   |
| 3.        | Dominik Paris          | 338   |
| 4.        | Johan Clarey           | 272   |
| 5.        | Vincent Kriechmayr     | 267   |

| Placering | efter alla 6 tävlingar  | Poäng |
| --------- | ----------------------- | ----- |
| 1.        | Vincent Kriechmayr      | 401   |
| 2.        | Marco Odermatt          | 318   |
| 3.        | Matthias Mayer          | 276   |
| 4.        | Mauro Caviezel          | 225   |
| 5.        | Aleksander Aamodt Kilde | 172   |

| Placering | efter alla 10 tävlingar | Poäng |
| --------- | ----------------------- | ----- |
| 1.        | Alexis Pinturault       | 700   |
| 2.        | Marco Odermatt          | 649   |
| 3.        | Filip Zubčić            | 606   |
| 4.        | Loïc Meillard           | 393   |
| 5.        | Mathieu Faivre          | 378   |

| Placering | efter alla 11 tävlingar | Poäng |
| --------- | ----------------------- | ----- |
| 1.        | Marco Schwarz           | 665   |
| 2.        | Clément Noël            | 553   |
| 3.        | Ramon Zenhäusern        | 503   |
| 4.        | Manuel Feller           | 488   |
| 5.        | Sebastian Foss-Solevåg  | 431   |

| Placering | efter alla 1 tävling | Poäng |
| --------- | -------------------- | ----- |
| 1.        | Alexis Pinturault    | 100   |
| 2.        | Henrik Kristoffersen | 80    |
| 3.        | Alexander Schmid     | 60    |
| 4.        | Adrian Pertl         | 50    |
| 5.        | Semyel Bissig        | 45    |

### Nationscupen
| Placering | efter alla 67 tävlingar | Poäng  |
| --------- | ----------------------- | ------ |
| 1.        | Schweiz                 | 10 087 |
| 2.        | Österrike               | 9 211  |
| 3.        | Italien                 | 5 735  |
| 4.        | Frankrike               | 4 991  |
| 5.        | Norge                   | 4 591  |

| Placering | efter alla 32 tävlingar | Poäng |
| --------- | ----------------------- | ----- |
| 1.        | Schweiz                 | 4 758 |
| 2.        | Österrike               | 3 953 |
| 3.        | Italien                 | 3 799 |
| 4.        | USA                     | 2 154 |
| 5.        | Norge                   | 1 523 |

| Placering | efter alla 36 tävlingar | Poäng |
| --------- | ----------------------- | ----- |
| 1.        | Schweiz                 | 5 329 |
| 2.        | Österrike               | 5 258 |
| 3.        | Frankrike               | 4 141 |
| 4.        | Norge                   | 3 068 |
| 5.        | Italien                 | 1 936 |